# Lainage (textile)

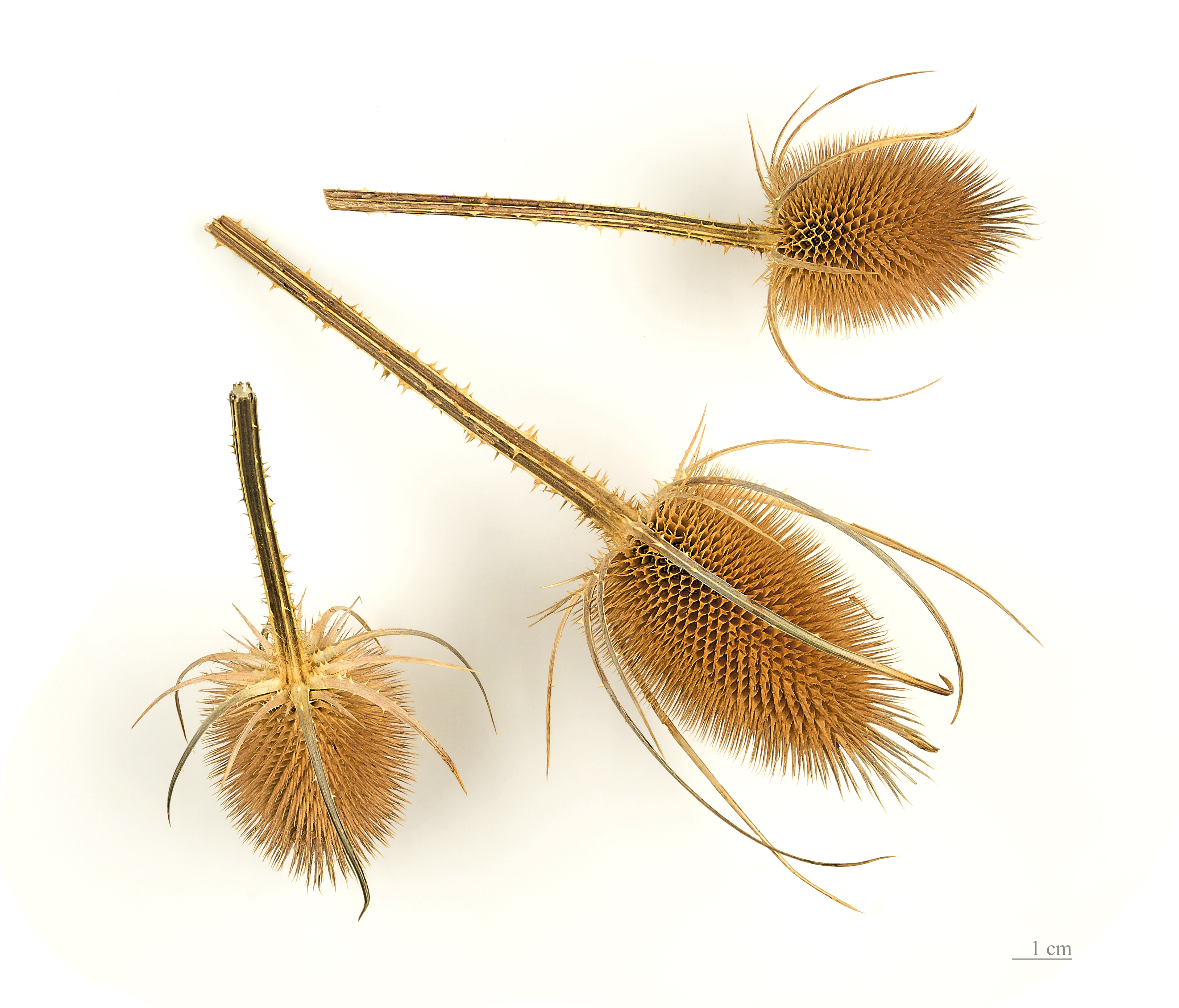
Carde de lainage à main

Le lainage est une opération qui fait partie du processus de finition des textiles, qui consiste à soulever les fibres des fils d’un tissu pour le rendre plus moelleux et souple. Ce procédé change le toucher en conférant un aspect poilu et velouté à la superface et cachant le maillage de la chaîne et de la trame. D'autres avantages sont l’augmentation de la quantité d’air retenue par les mailles et l'amélioration des propriétés d’isolation thermique du tissu.

## Histoire
Dans le passé, le lainage était réalisé avec :
- des épis de cardères à foulon frottées sur le tissu pour relever les poils du tissu ;
- ou avec le poil du porc-épic qui donnaient le même effet que les cardères.

Ces méthodes rudimentaires ont été remplacées par des cardes, planchettes de bois hérissées de pointes métalliques.

## Lainage industriel
Aujourd’hui le lainage est effectué avec des machines industrielles, constituées par un grand tambour tournant sur lequel roule le tissu, qui est brossé par d’autres rouleaux munis de pointes métalliques.
La rotation des cylindres, en rotation inverse du grand tambour, soulève le poil ; en variant la vitesse de rotation et la finesse des pointes on obtient un lainage superficiel ou profond. 
Les cylindres de lainage ont les pointes orientées dans les deux sens opposés : un à poil (orientés dans le sens de rotation du grand tambour et d’avancement du tissu, ordonnant parallèlement le sens du poil), l'autre à contre poil (mettant le poil en mode désordonné).
Effectué à sec le poil est plus gonflé et désordonné, si humide le poil est très serré et couché dans le même sens.
Le lainage est une opération indispensable après le foulage, et s’applique à tous types de linge.